# Katarzyna Gozdek
Katarzyna Gozdek (ur. 12 stycznia 1996 roku) – polska piłkarka, występująca na pozycji obrońcy. Zawodniczka KS AZS-u Wrocław. W 2013 roku zdobyła z reprezentacją Polski mistrzostwo Europy do lat 17.
Piłkarka jest wychowanką Tomasovii Tomaszów Lubelski, później grała w Koronie Łaszczów, skąd przeszła do zespołu KS AZS Wrocław. Na rozegranych w czerwcu 2013 roku Mistrzostwach Europy do lat 17 zdobyła wraz z reprezentacją Polski U-17 złote medale. Z początkiem sezonu 2015/2016 została piłkarką Medyka Konin. Po pół roku gry w rezerwach Koninianek zdecydowała się na transfer do GOSiRki Piaseczno jednak po zakończeniu sezonu zrezygnowała z gry w tym klubie i obecnie pozostaje wolną zawodniczką.